# Heinrich Welling

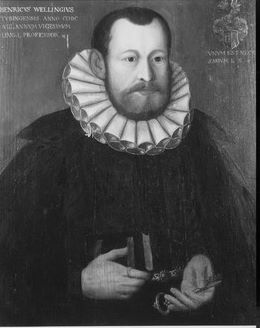
Heinrich Welling auf einem Bild in der Tübinger Professorengalerie

Heinrich Welling (* 18. September 1555 in Tübingen; † 17. Januar 1620 ebenda) war ein deutscher Altphilologe sowie Professor an der Universität Tübingen.

## Leben
Heinrich Welling war ab 1588 Professor für Altphilologie am Pädagogium in Tübingen, Pädagogarch, Pfleger der Witwe und der Kinder des verstorbenen Dr. Alexander Faber sowie der Witwe und der Kinder des Magisters Otto Gryphius (1561–1612). Er unterrichtete 1588 Ciceros De officiis II/III in der Sekunda, 1594–1620 Ciceros Briefe und Reden sowie die Grammatica Latina Linacri in der Sekunda.
Sein 1608 gemaltes Porträt hängt in der Tübinger Professorengalerie.